# Taiko no Tatsujin DS
Taiko no Tatsujin DS (太鼓の達人ＤＳ　タッチでドコドン！ Taiko no Tatsujin DS Touch de Dokodon) es el primer videojuego de la saga Taiko no Tatsujin para Nintendo DS. El día de lanzamiento del juego en Europa fue el 26 de julio de 2007. Como en todos los juegos de Taiko no tatsujin hay que golpear una serie de símbolos. En la Nintendo DS se puede hacer uso de la pantalla táctil o de los botones.
Como en las versiones de PlayStation Portable, se puede jugar con un máximo de 4 jugadores en modo inalámbrico. También se puede personalizar el personaje del juego con los disfraces que se van obteniendo a medida que se va avanzando el juego.

## Lista de canciones
En el Juego están disponibles las siguientes canciones:

### J-Pop
- さくらんぼ (Sakuranbo)
- 気分上々↑↑ (Kibun Joujou↑↑)
- 夏祭り (Natsu Matsuri)
- 決意の朝に (Ketsui no Asa ni)
- WON'T BE LONG!
- マタアイマショウ (Mata Aimashou)
- DANCE2 feat.ソイソース (Pocky Chocolate Commercial Song - DANCE2 feat.Soysauce)

### Anime
- Touch
- Together (Pokémon: Diamond and Pearl series Japanese Opening)
- Juken Sentai Gekiranger (power rangers jungle fury opening)
- Yes! PreCure 5 Smile GoGo!
- Doraemon no Uta
- Detective Conan Main Theme
- Anpanman

### Música Clásica
- Symphony No. 7 (Beethoven)
- William Tell Overture (Rossini)
- Orpheus in the Underworld (Offenbach) (aka the can-can song)
- Flight of the Bumblebee (Rimski-Kórsakov)
- Classic medley (Wedding compilation)
- Fantaisie-Impromptu (Chopin) (Desbloqueable)

### Videojuegos
- Super Mario Bros. theme
- "GO MY WAY" (The Idolm@ster: Live For You!)
- Namco medley

### Namco
- キミにタッチ! (Kimi Ni Tacchi!)
- もじぴったんメドレー (Mojipittan Medley)
- KAGEKIYO (The Genji and the Heike Clans)
- 風雲！バチお先生 ((Fuuun! Pachi o Sensei)
- 黒船来航 (desbloqueable) (Kurofune Raiko)
- 太鼓乱舞　炎の卷 (desbloqueable) (Taiko Ranbu En No Maki)
- 太鼓乱舞　風の卷 (desbloqueable) (Taiko Ranbu Fuu No Maki)
- 太鼓乱舞　水の卷 (desbloqueable) (Taiko Ranbu Sui No Maki)
- てんぢく２０００ (desbloqueable) (Tenjiku 2000)

### Variedad
- たらこ・たらこ・たらこ (Tarako Tarako Tarako)

### Tradicional Japonesa
- もりのくまさん (Mori No Kumasan) (Un oso en el bosque)
- いぬのおまわりさん (Inu No Omawarisan) (Perro policía)

## Multijugador
Hasta cuatro personas pueden jugar con cuatro cartuchos de Nintendo DS o Mediante descarga DS. En el modo multijuador existen objetos especiales, entre estos objetos hay de bonificación y otros para fastidiar a alguno de los jugadores contrarios. En los objetos de ataque hay: globos de agua, bombas, takoyaki y música difusa.Los otros objetos son bonificaciones de puntos, multiplicador de puntos y juego automático.

## Otros Modos
Hay un modo de entrenamiento diario. Si el jugador mejora, su rango también, pero si empeora tendrá que repetir la misma canción la próxima vez.
En el modo normal, el jugador puede escoger el modo de dificultad con el que quiere jugar. También hay otros modos que aceleran la pantalla, cambia el color de los símbolos, etc. Estos modos se desbloquean a medida que se avanza el juego.

## Dificultad
Taiko no Tatsujin DS Touch the Dokodon tiene cuatro modos de dificultad:
- Kantan (Fácil)

Representado por flores.
- Futsuu (Normal)

Representado por cañas de bambú.
- Muzukashii (Difícil)

Representado por un bonsái.
- Oni (Demoniaco)

Representado por un demonio. Desbloqueable después de completar 20 canciones en el modo difícil.

## Bonus
El juego incluye dos lápices táctiles.